# 完了
| ウィキペディアには「完了」という見出しの百科事典記事はありません（タイトルに「完了」を含むページの一覧/「完了」で始まるページの一覧）。 代わりにウィクショナリーのページ「完了」が役に立つかもしれません。 |